# Kuźnica Myślniewska
Kuźnica Myślniewska (deutsch Mühlengrund) ist ein Ort mit einem Schulzenamt in der Landgemeinde Kobyla Góra im Powiat Ostrzeszowski der Woiwodschaft Großpolen in Polen.

## Geschichte
Der Ort der Pfarrei Kobyla Góra im Weluner Land wurde im Jahr 1422 als fabrica ... Mislnouiey erwähnt. Der Ortsname Kuźnica Myślniewska bezeichnet einen Eisenhammer von Myślniew. Im frühen 20. Jahrhundert wurde das Dorf auch zu Mühlengrund umbenannt.
Im Zuge der zweiten polnischen Teilung kam der Ort 1793 an Preußen. Wie im benachbarten Szklarka Myślniewska siedelten sich im 19. Jahrhundert deutsche Protestanten im Dorf an, die einen Friedhof errichteten. 1887 wurde die evangelische Gemeinde in Kobyla Góra für fast 20 Ortschaften aus Ostrzeszów ausgegliedert.
Nach dem Ende des Ersten Weltkriegs kam Kuźnica Myślniewska zu Polen, Woiwodschaft Posen. Im Jahr 1921 gab es in der Gemeinde Kuźnica Myślniewska im Powiat Ostrzeszów 80 Häuser mit 474 Einwohnern, davon waren 267 Polen, 207 Deutsche, 237 Protestanten, 230 Römisch-Katholiken und 7 Juden.
Beim Überfall auf Polen 1939 wurde das Gebiet von den Deutschen besetzt und dem Landkreis Kempen im Reichsgau Wartheland zugeordnet. Nach dem Krieg verließ die Mehrheit der evangelischen Dorfbevölkerung den Ort. Der evangelische Friedhof ist relativ gut behalten und noch aktiv.
Von 1975 bis 1998 gehörte Kuźnica Myślniewska zur Woiwodschaft Kalisz.